# Скјерњевице
Скјерњевице (пољ. Skierniewice) град је у Пољској у Војводству лођском. По подацима из 2012. године број становника у месту је био 48 695.

## Становништво
| 2012.  |
| ------ |
| 48 695 |